# アングロ・サクソン文学のなぞかけ
アングロ・サクソン文学のなぞかけとは、アングロ・サクソン人の文学作品にみられる謎かけである。最も有名なものはエクセター本に収録されているアルドヘルムの話とレイデンの話である。これらは古英語で書かれているが、ラテン語で書かれたものもアングロ・サクソン人によるものと考えられている。
エクセターの本には非宗教的な詩や宗教に関するもの、その他の作品が収められている。約94から100近くの作品があるとされており、ほとんどのものは似たような形式で書かれているが、全ての作品が一人の人間によって書かれてはいない。むしろ多くの筆記者がこのなぞかけ集に関与していたと考えられている。
エクセター本には独特でさまざまな種類のアングロ・サクソン人のなぞかけ集が存在するが、当時は常識的なものではなかった。なぞかけは詩的なものから滑稽なもの、中には卑猥なものまでを含んでおり、新しいものの見方や観点を与えようとした。それらは単に自身に読み聞かせたり、私たちの人生やその時代の文化に一筋の光を与えるものではない。むしろ表現されることに意味がある。

## なぞかけの要素
エクセター本のなぞかけのテーマは多岐にわたるが、それら全ては読者の心的部分に訴えかけるものであった。ラテン語で書かれた有名ななぞかけとは異なり、これらの英語で書かれたものは、読者に対してなぞかけをより難しくするための不明瞭な部分は見当たらない。むしろ読者はなぞかけを解き明かすため、言葉の意味の二重性（ダブルミーニング）やキーワードに気づかなければならない。しかし、いくつかのなぞかけについては、意見の一致する答えがないものもあり、未だ議論の余地は残されている。
アングロ・サクソン人のなぞかけはケニングという修辞法を用いていることで注目されている。ケニングとは、一般的な名詞に変わって用いられる迂言法の一種で、おもに古ノルド語やアイスランド語の詩に用いられた。代称法とも呼ばれる。こういった言葉の組み合わせによって、なぞかけの中でどの部分がなぞかけとなっているかを熟慮することができた。また、それらは新しい観点を提示し、なぞかけの主題を詩的に具現化する役目も果たしていた。
ケニングを使用したなぞかけとして以下のものがある。

I am fire-fretted / and I flirt with Wind;
my limbs are light-freighted / I am lapped in flame.
I am storm-stacked / and I strain to fly;
I'm a grove leaf-bearing / and a glowing coal.
Based on a translation by Michael Alexander, "The Earliest English Poems"

この類のなぞかけは口頭で暗唱する際に最も効果的なもので、リズムや拍子があり、口述の芸術の一種であるかのような行間すらもある。
心に描かれるものとして、酔っぱらったアングロ・サクソン人たちが大広間で詩の一節を大声で叫び、響き渡らせている風景があるかもしれない。
エクセター本は大聖堂に勤めている筆者によって書かれているため、そのなぞかけの大部分は宗教的な主題と答えを持つ。宗教的な文面のいくつかは「聖書」、「魂と肉体」、「魚と川」（魚はキリストのシンボルとしてしばしば用いられている。）に見ることができる。また、なぞかけは常識的な主題について書かれたものもあり、動物からインスピレーションを受けたものもいくつか存在する。そのうちの一つの例が次のなぞかけである。これは魂と肉体についての記述である。

A noble guest of great lineage dwells
In the house of man. Grim hunger
Cannot harm him, nor feverish thirst,
Nor age, nor illness. If the servant
Of the guest who rules, serves well
On the journey, they will find together
Bliss and well-being, a feast of fate;
If the slave will not as a brother be ruled
By a lord he should fear and follow
Then both will suffer and sire a family
Of sorrows when, springing from the world,
They leave the bright bosom of one kinswoman,
Mother and sister, who nourished them.
Let the man who knows noble words
Say what the guest and servant are called.[1]
Trans. by Craig Williamson, A Feast of Creatures: Anglo-Saxon Riddle-Songs (1982)

エクセター大聖堂の図書室でエクセター本が見つかったことで、宗教的な記述がなぞかけに作用していることや、全てのなぞかけが宗教的な主題をもつ訳ではないことが判明した。なぞかけの解答の多くは日常的で常識的なものとなっている。また多くの性的に下品な両義的意味をもつものも多くある。その例が次のなぞかけである。

I am wonderful help to women,
The hope of something to come. I harm
No citizen except my slayer.
Rooted I stand on a high bed.
I am shaggy below. Sometimes the beautiful
Peasant's daughter, an eager-armed,
Proud woman grabs my body,
Rushes my red skin, holds me hard,
Claims my head. The curly-haired
Woman who catches me fast will feel
Our meeting. Her eye will be wet.[1]
Trans. by Craig Williamson, A Feast of Creatures: Anglo-Saxon Riddle-Songs (1982)

読者が最初に気付く一つ目の答えはたまねぎだろう。もし読者がなぞかけの半分の文章の言葉遣いに細心の注意を払えば、もう一つの答えが男性器を指すことに気付くだろう。これら二つの答えはどちらもこのなぞかけの答えとして正当であるが、一方が無垢なものに対して、もう一方がとても卑猥だ。たとえエクセター本の中のいくつかのなぞかけが卑猥だったとしても、他の全てのなぞかけがそうであった訳ではない。むしろこういった卑猥な問いかけより、宗教的であったり動物的であったりするものが多かった。
なぞかけはめったにない構成の原稿に詰め込まれていたため、多くのものが構成自体異なっている。なぞかけ同士の間の境界線はしばしば不明瞭であり、訳も比較的大雑把であることが多い。このようなエラーの可能性があるにも関わらずに、なぞかけの主題はおおむね保たれている。特に、エクセター本の中で見つかったなぞかけのうち、答えを伴っているものは一つとしてない。実際に、いくつかのなぞかけは今日まで返事のないままのものもある。それが次のなぞかけである。

I am noble, known to rest in the quiet
Keeping of many men, humble and high born.
The plunderers’ joy, hauled far from friends,
Rides richly on me, shines signifying power,
Whether I proclaim the grandeur of halls,
The wealth of cities, or the glory of God.
Now wise men love most my strange way
Of offering wisdom to many without voice.
Though the children of earth eagerly seek
To trace my trail, sometimes my tracks are dim. [1]
Trans. by Craig Williamson, A Feast of Creatures: Anglo-Saxon Riddle-Songs (1982)
なぞかけの種類
これは専門家によって5種類に分類するか、4種類に分類するか分かれることがある。ここでは次の二つの種類について言及する。
[本当のなぞかけ]
```
Archer Taylorによると、ほとんどのなぞかけがこの分類に属する。
```

[首のなぞかけ]
この類のなぞかけは出題者のみが答えを知るものであるため、ほとんど存在しない。名前の由来は、「もしこの場面が発生した場合、人の首（命）を守るため」である。
現代のこのなぞかけの例として、J・R・R・トールキンの著書ホビットの冒険でビルボ・バギンズがゴクリから逃げ出すために使用したなぞかけがこれに当てはまる。